# Чжан'є
Чжан'є (спрощ.: 张掖) — міський округ у китайській провінції Ганьсу.

## Географія
Префектура лежить на північ від гір Ціляньшань.

### Клімат
Місто знаходиться у зоні, котра характеризується кліматом тропічних степів. Найтепліший місяць — липень із середньою температурою 20.6 °C (69 °F). Найхолодніший місяць — січень, із середньою температурою -8.3 °С (17 °F).
| Клімат Чжан'є           | Клімат Чжан'є | Клімат Чжан'є | Клімат Чжан'є | Клімат Чжан'є | Клімат Чжан'є | Клімат Чжан'є | Клімат Чжан'є | Клімат Чжан'є | Клімат Чжан'є | Клімат Чжан'є | Клімат Чжан'є | Клімат Чжан'є | Клімат Чжан'є |
| Показник                | Січ.          | Лют.          | Бер.          | Квіт.         | Трав.         | Черв.         | Лип.          | Серп.         | Вер.          | Жовт.         | Лист.         | Груд.         | Рік           |
| Середній максимум, °C   | 0             | 3             | 10            | 17            | 23            | 27            | 29            | 28            | 23            | 16            | 7             | 1             | 15            |
| Середня температура, °C | −8            | −5            | 2             | 9             | 15            | 19            | 21            | 20            | 15            | 7             | 0             | −7            | 7             |
| Середній мінімум, °C    | −16           | −12           | −4            | 1             | 7             | 11            | 14            | 13            | 7             | 0             | −7            | −14           | 0             |
| Норма опадів, мм        | 2             | 2             | 3             | 4             | 12            | 20            | 25            | 31            | 17            | 4             | 2             | 2             | 123           |
| ----------------------- | ------------- | ------------- | ------------- | ------------- | ------------- | ------------- | ------------- | ------------- | ------------- | ------------- | ------------- | ------------- | ------------- |
| Джерело: Weatherbase    |               |               |               |               |               |               |               |               |               |               |               |               |               |

## Адміністративний поділ
Міський округ поділяється на 1 район і 5 повітів (один з них є автономним):
| Карта | Карта       | Карта            | Карта            |
| --- | ----------- | ---------------- | ---------------- |
| Ганьчжоу ① Міньле Ліньцзе Гаотай ② ③ ① Сунань-Югурський автономний повіт ② Шаньдань ③ Ганьсуські центральні пасовища (Шаньдань) |             |                  |                  |
| Статус | Назва       | Оригінал         | Населення (2020) |
| Район | Ганьчжоу    | 甘州区           | 519 096          |
| Повіт | Гаотай      | 高台县           | 125 705          |
| Повіт | Ліньцзе     | 临泽县           | 115 946          |
| Повіт | Міньле      | 民乐县           | 192 476          |
| Повіт | Шаньдань    | 山丹县           | 150 031          |
| Автономний повіт | Сунань-Югур | 肃南裕固族自治县 | 27 762           |

## Пам'ятки
- Данься (геопарк)